# E55 (Dänemark)
Die E55 ist eine Europastraße in Dänemark und Teil der Europastraße 55, die von Helsingør nach Gedser führt. Von dort aus kommt man per Fähre nach Rostock.

## Verlauf
Man kann mit Fähren vom schwedischen Helsingborg ins dänische Helsingør kommen. Dort beginnt die E55 in Dänemark.
In Dänemark führt die Straße von Helsingør über Kopenhagen, Køge und Nykøbing Falster nach Gedser. Die E47 folgt den größten Teil der Strecke, allerdings trennt sich die E55 in Richtung Nykøbing Falster.

### Abschnitte
Die Straße besteht aus folgenden Abschnitten:
- Helsingørmotorvejen, zwischen Helsingør und Kopenhagen
- Autoring 3, eine Umgehungsstraße von Kopenhagen
- Køge Bugt Motorvejen, zwischen Kopenhagen und Køge
- Sydmotorvejen, zwischen Køge und Nykøbing Falster

Dann führt die Straße auf Nicht-Autobahnen nach Nykøbing Falster und Gedser. Von dort fahren Fähren in das deutsche Rostock.

## Galerie

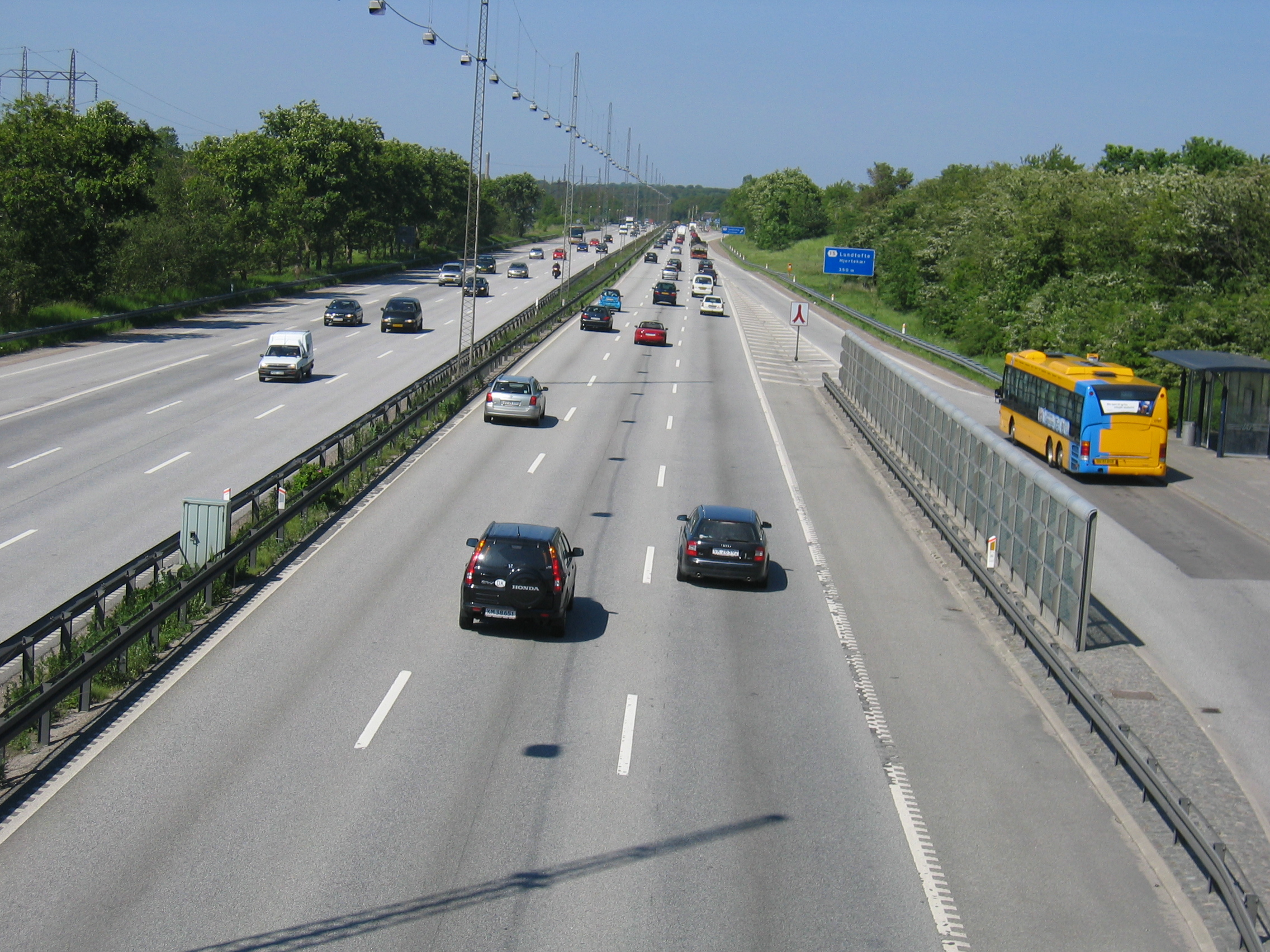
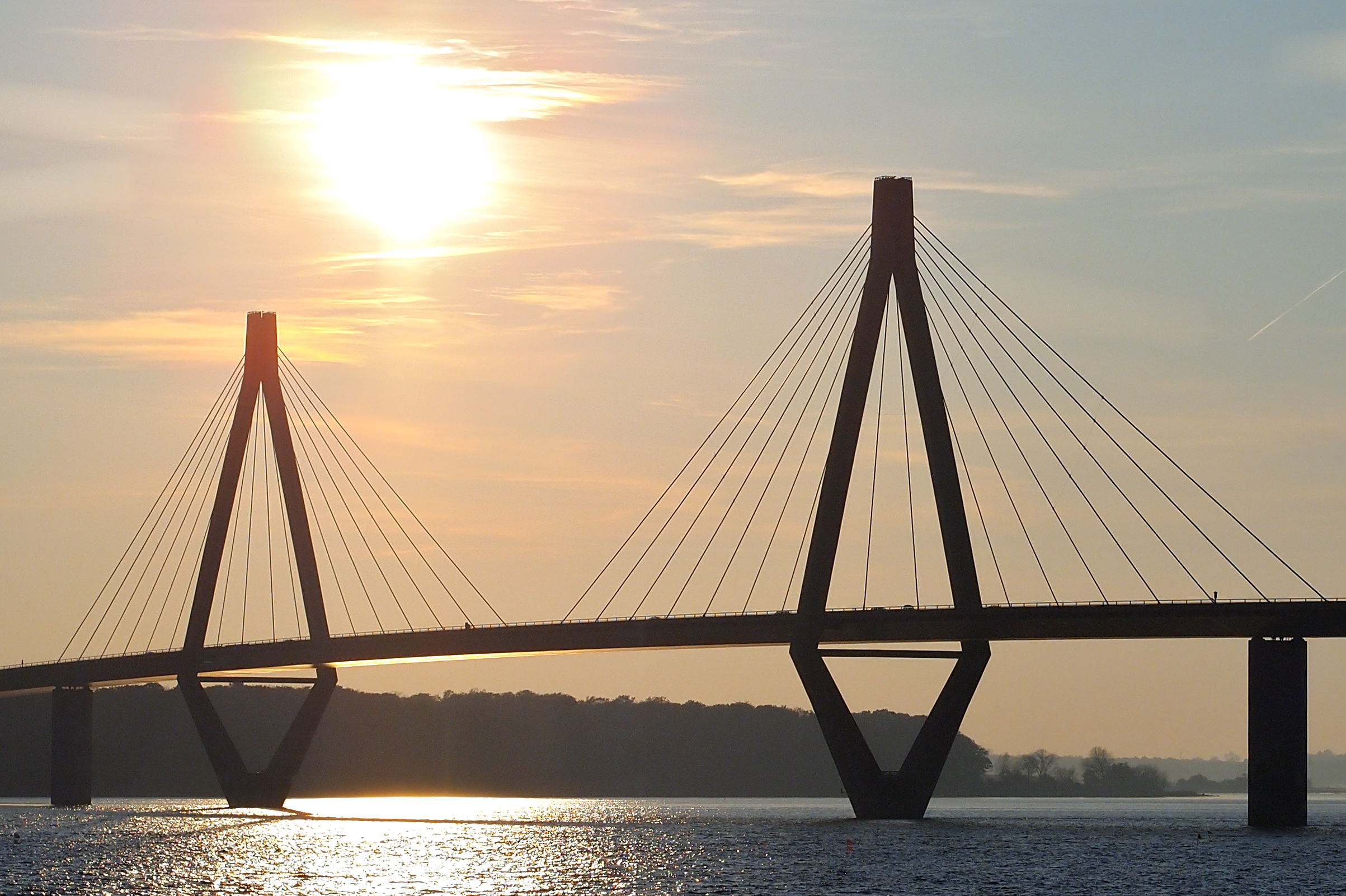
Faroe Brücke
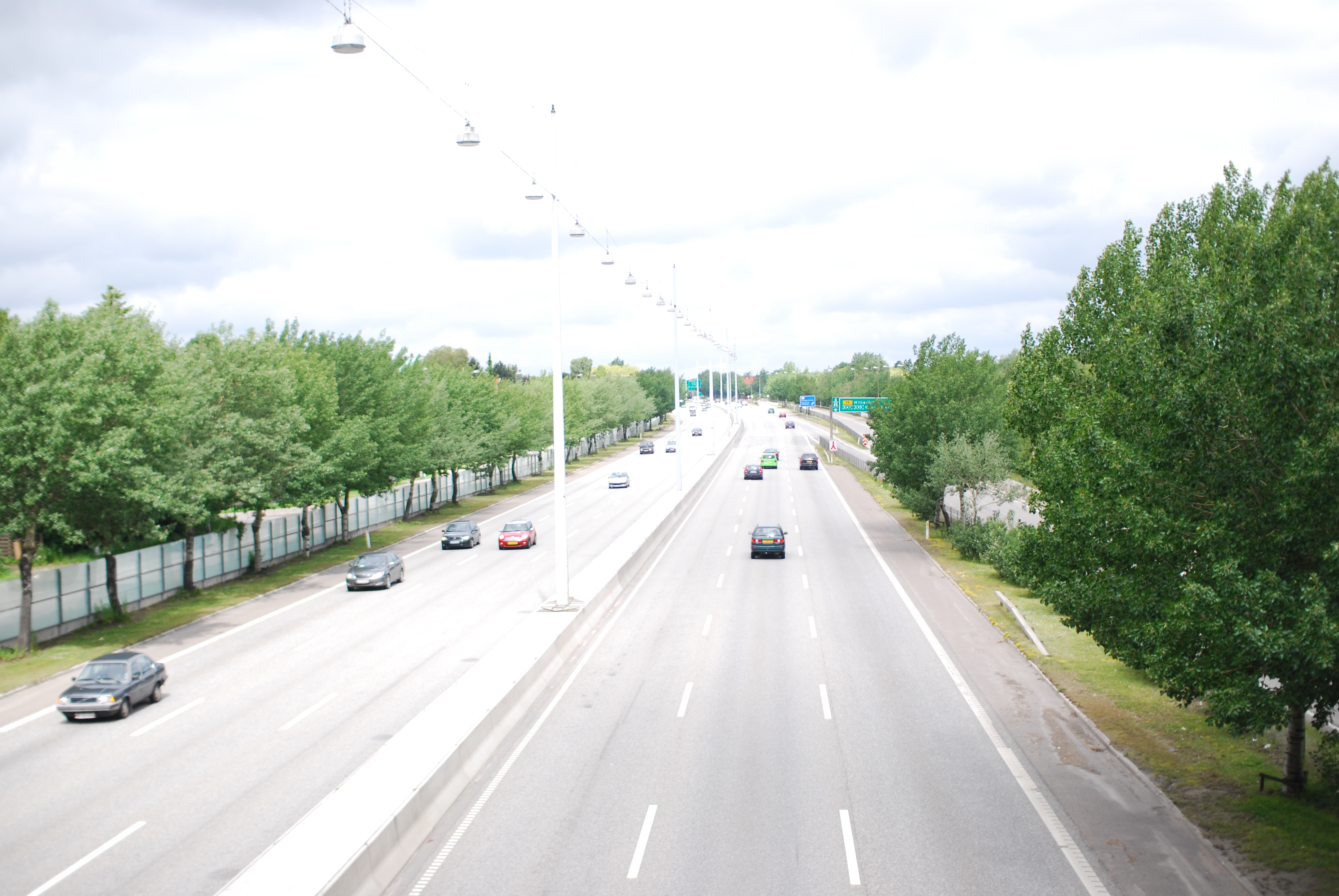
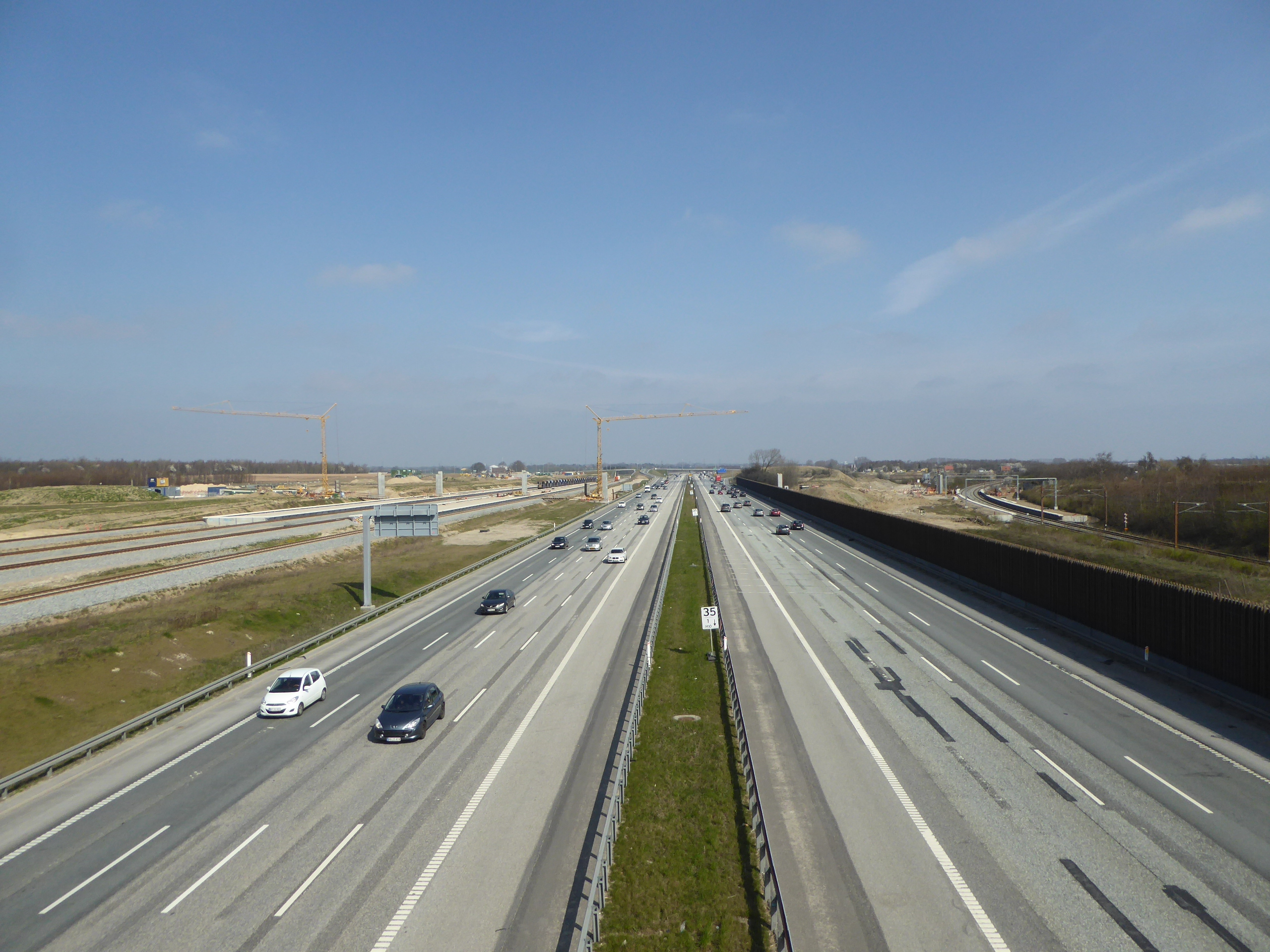
Køge Bugt Motorvejen